# Raphaël Pujazon

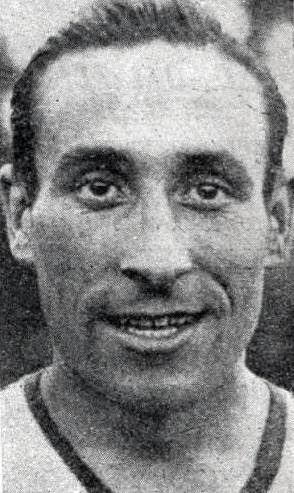
Raphaël Pujazon en 1946.

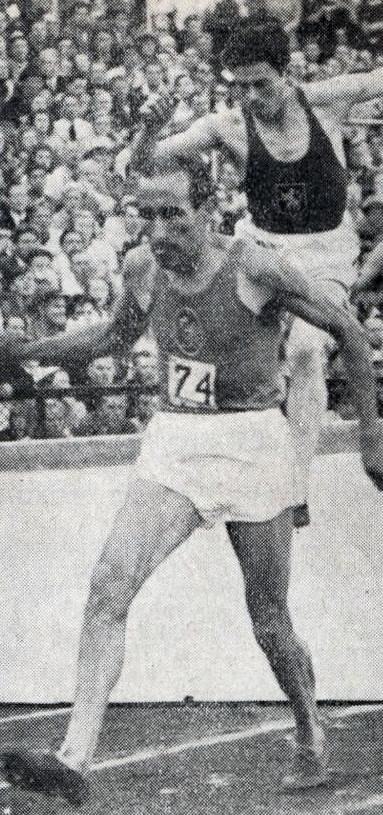
Raphaël Pujazon, vainqueur du 3 000 mètres steeple aux Championnats d'Europe 1946 à Oslo.

Raphaël Pujazon (né le 12 février 1918 à El Campillo, en Espagne et mort le 22 février 2000 à Alès) est un athlète français, spécialiste des courses de fond. Il remporte la médaille d'or du 3 000 m steeple lors des championnats d'Europe de 1946.

## Biographie
Double vainqueur du Cross de L'Humanité (1945 et 1946), Raphaël Pujazon, athlète mesurant 1,75 m (pour 61 kg), remporte la médaille d'or du 3 000 m steeple lors des championnats d'Europe1946 d'Oslo en Norvège, devançant sur le podium les Suédois Erik Elmsäter et Tore Sjöstrand. 
Il s'adjuge deux titres individuels (1946 et 1947) et quatre titres par équipes (1946, 1947, 1949 et 1950) lors du Cross des Nations. Il participe aux Jeux olympiques de 1948, à Londres, mais est contraint à l'abandon en finale du steeple.
Il remporte six titres de champion de France sur piste (1 500 m en 1944, 5 000 m en 1941, 1942, 1944 et 1946, 3 000 m steeple en 1948) et six titres de champion de France de cross-country. Il améliore à deux reprises le record de France du 3 000 m (8 min 25 s 7 en 1941 et 8 min 20 s 5 en 1945). Il compte 19 sélections en équipe de France A, de 1931 à 1938.
Ses deux clubs sont successivement l'US Tramway de Marseille de 1938 à 1943, et le Racing club de France de 1944 à 1950.
Il compte 18 sélections en équipe de France A, de 1939 à 1950.

## Palmarès

### International
| Date | Compétition           | Lieu   | Résultat | Épreuve         | Performance |
| ---- | --------------------- | ------ | -------- | --------------- | ----------- |
| 1946 | Cross des nations     | Ayr    | 1er      | Individuel      |             |
| 1946 | Championnats d'Europe | Oslo   | 1er      | 3 000 m steeple | 9 min 1 s 4 |
| 1947 | Cross des nations     | Paris  | 1er      | Individuel      |             |
| 1949 | Cross des nations     | Dublin | 2e       | Individuel      |             |

### National
- Championnats de France d'athlétisme :
  - vainqueur du 1 500 m en 1944
  - vainqueur du 3 000 m steeple en 1948
  - vainqueur du 5 000 m en 1941, 1942, 1944 et 1946
- Championnats de France de cross-country :
  - vainqueur en 1944, 1945, 1946, 1947, 1948 et 1949

### Récompenses
- Challenge Trophy (le Maisons-Laffitte), créé en 1923[6].

## Records
| Épreuve         | Performance   | Lieu | Date |
| --------------- | ------------- | ---- | ---- |
| 3 000 m steeple | 9 min 1 s 4   |      | 1946 |
| 5 000 m         | 14 min 37 s 9 |      | 1946 |